# السودان في الألعاب البارالمبية الصيفية 2005
شاركت السودان في الألعاب البارالمبية الصيفية لعام 2004 في أثينا. كانت هذه هي المرة الأولى التي تشارك فيها البلاد في الألعاب منذ عام 1980. مثل السودان رياضيان اثنان، كلاهما تنافس في حدث رمي القرص؛ لم يفز أي منهما بميدالية.

## رياضات

### ألعاب القوى

#### مجال الرجال
| الرياضي          | الفئة | الهدف     | النهائي | النهائي | النهائي |
| الرياضي          | الفئة | الهدف     | النتيجة | النقاط  | الترتيب |
| ---------------- | ----- | --------- | ------- | ------- | ------- |
| الصادق عاصم باين | F37   | رمي القرص | 30.71   | -       | 7       |

#### مجال النساء
| الرياضي      | الفئة | الهدف     | النهائي | النهائي | النهائي |
| الرياضي      | الفئة | الهدف     | النتيجة | النقاط  | الترتيب |
| ------------ | ----- | --------- | ------- | ------- | ------- |
| سلمى ج. محمد | F37   | رمي القرص | 15.51   | 710     | 11      |